# Ройг, Франсиско
Франсиско Ройг Женис (кат. Francisco Roig Genis; род. 1 апреля 1968, Барселона) — испанский теннисист и теннисный тренер. Победитель 9 турниров ATP в парном разряде, обладатель командного Кубка мира со сборной Испании (1997).

## Биография
Начал играть в теннис в 8 лет. Первыми учителями мальчика были отец и старший брат. В апреле 1988 года выиграл турнир категории «челленджер» на Мадейре, на следующий год дважды играл в финалах на этом уровне в одиночном разряде и один раз в парном. В 1990 году завоевал четыре титула в «челленджерах» — один в одиночном разряде и три в парах — и завершил сезон в первой сотне рейтинга ATP в парном разряде и на ближайших подступах к ней в одиночном.
Свой первый титул в турнирах основного тура ATP завоевал в 1991 году, победив в паре с Томасом Карбонелем в Открытом чемпионате Австрии в Кицбюэле. На следующий год дважды побеждал в турнирах ATP — в Афинах с Карбонелем и в Сан-Паулу с уругвайцем Диего Пересом. В одиночном разряде после выхода в полуфинал турнира ATP в Масейо (Бразилия) и два финала «челленджеров» вошёл в число ста лучших игроков мира и оставался в первой сотне до конца года, который снова закончил в полуфинале турнира ATP в Бразилии.
За 1994 год выиграл один парный турнир ATP с Пересом и дважды играл в финалах с Карбонелем. В 1995 году, в лучший год своей парной карьеры, завоевал с Карбонелем четыре титула в турнирах ATP, в том числе в турнире категории Championship Series в Штутгарте. Испанцы были близки к попаданию в финальный турнир года, заняв по итогам сезона 12-е место в сводном рейтинге сильнейших пар мира. В 1996 году Ройг предпринял попытку возвращения в одиночном разряде, сыграв в 11 турнирах (лучшие результаты — 1/4 финала в турнире ATP в Барселоне после побед над двумя игроками из Top-20 и титул в «челленджере») и поднявшись в рейтинге на 350 позиций за сезон.
В 1997 году представлял сборную Испании в Кубке Дэвиса (в паре с Эмилио Санчесом) и в командном Кубке мира (с Карбонелем). В Кубке мира испанская сборная дошла до финала, где победила австралийцев, при этом Ройг и Карбонель обыграли первую пару мира Тодд Вудбридж—Марк Вудфорд. На следующий год они второй раз подряд играли за испанскую команду в Кубке мира, выиграли две из трёх парных встреч на групповом этапе, но в финал не прошли. По итогам сезона Карбонель занял 41-е место в парном рейтинге ATP, а их пара с Карбонелем. выигравшая один «челленджер» и дважды уступавшая в финалах турниров ATP, завершила год на 13-м месте.
Продолжал выступать до конца 2002 года. По завершении игровой карьеры занялся тренерской работой, в том числе с 2005 года тренируя Рафаэля Надаля. Тренировал также сборную Испании в Кубке Дэвиса. Несколько раз вовзвращался на корт для участия в отдельных турнирах в парном разряде, где среди прочих играл в паре с Надалем.

## Положение в рейтинге в конце сезона
| Год              | 1987 | 1988 | 1989 | 1990 | 1991 | 1992 | 1993 | 1994 | 1995 | 1996 | 1997 | 1998 | 1999 | 2000 | 2001 |
| ---------------- | ---- | ---- | ---- | ---- | ---- | ---- | ---- | ---- | ---- | ---- | ---- | ---- | ---- | ---- | ---- |
| Одиночный разряд | 326  | 251  | 107  | 122  | 129  | 72   | 172  | 156  | 470  | 116  | 153  | 333  | 798  |      |      |
| Парный разряд    | 761  | 303  | 196  | 81   | 169  | 86   | 131  | 56   | 36   | 39   | 51   | 41   | 94   | 737  | 184  |

## Финалы турниров ATP за карьеру
| Легенда                              |
| ------------------------------------ |
| Большой шлем (0)                     |
| Чемпионат мира ATP/Кубок Мастерс (0) |
| Mercedes-Benz ATP Super 9 (0)        |
| ATP Championship Series (1)          |
| ATP World/ATP International (8)      |
| Гран-при (0+3)                       |

### Парный разряд (9-12)
| Результат | №   | Дата             | Турнир                  | Покрытие | Партнёр             | Соперники в финале                | Счёт в финале |
| --------- | --- | ---------------- | ----------------------- | -------- | ------------------- | --------------------------------- | ------------- |
| Победа    | 1.  | 4 августа 1991   | Кицбюэль, Австрия       | Грунт    | Томас Карбонель     | Пабло Аррайя Дмитрий Поляков      | 6-7, 6-2, 6-4 |
| Победа    | 2.  | 11 октября 1992  | Афины, Греция           | Грунт    | Томас Карбонель     | Марк Куверманс Марсело Филиппини  | 6-3, 6-4      |
| Поражение | 1.  | 1 ноября 1992    | Гуаружа, Бразилия       | Хард     | Диего Перес Бурин   | Кристер Альгард Карл Лимбергер    | 4-6, 3-6      |
| Победа    | 3.  | 15 ноября 1992   | Сан-Паулу, Бразилия     | Грунт    | Диего Перес Бурин   | Кристер Альгард Карл Лимбергер    | 6-2, 7-6      |
| Поражение | 2.  | 29 августа 1993  | Умаг, Хорватия          | Грунт    | Хорди Арресе        | Том Ванхаудт Филип Девулф         | 4-6, 5-7      |
| Победа    | 4.  | 28 августа 1994  | Умаг                    | Грунт    | Диего Перес Бурин   | Кароль Кучера Пол Уэкеса          | 6-2, 6-4      |
| Поражение | 3.  | 30 октября 1994  | Сантьяго, Чили          | Грунт    | Томас Карбонель     | Матс Виландер Карел Новачек       | 6-4, 6-7, 6-7 |
| Поражение | 4.  | 13 ноября 1994   | Буэнос-Айрес, Аргентина | Грунт    | Томас Карбонель     | Серхио Касаль Эмилио Санчес       | 3-6, 2-6      |
| Поражение | 5.  | 12 февраля 1995  | Дубай, ОАЭ              | Хард     | Томас Карбонель     | Патрик Гэлбрайт Грант Коннелл     | 2-6, 6-4, 3-6 |
| Поражение | 6.  | 5 марта 1995     | Роттердам, Нидерланды   | Ковёр(i) | Томас Карбонель     | Мартин Дамм Андерс Яррид          | 3-6, 2-6      |
| Победа    | 5.  | 26 марта 1995    | Касабланка, Марокко     | Грунт    | Томас Карбонель     | Эмануэл Коту Жуан Кунья-и-Силва   | 6-4, 6-1      |
| Победа    | 6.  | 18 июня 1995     | Порту, Португалия       | Грунт    | Томас Карбонель     | Хорди Арресе Алекс Корретха       | 6-3, 7-6      |
| Победа    | 7.  | 23 июля 1995     | Штутгарт, Германия      | Грунт    | Томас Карбонель     | Ян Симеринк Эллис Феррейра        | 3-6, 6-3, 6-4 |
| Победа    | 8.  | 8 октября 1995   | Валенсия, Испания       | Грунт    | Томас Карбонель     | Том Кемперс Джек Уэйт             | 7-5, 6-3      |
| Поражение | 7.  | 31 марта 1996    | Касабланка              | Грунт    | Томас Карбонель     | Иржи Новак Давид Рикл             | 6-7, 3-6      |
| Победа    | 9.  | 14 апреля 1996   | Оэйраш, Португалия      | Грунт    | Томас Карбонель     | Грег ван Эмбург Том Нейссен       | 6-3, 6-2      |
| Поражение | 8.  | 21 июля 1996     | Штутгарт                | Грунт    | Томас Карбонель     | Либор Пимек Байрон Талбот         | 2-6, 7-5, 4-6 |
| Поражение | 9.  | 22 февраля 1998  | Антверпен, Бельгия      | Хард(i)  | Томас Карбонель     | Евгений Кафельников Уэйн Феррейра | 5-7, 6-3, 2-6 |
| Поражение | 10. | 25 октября 1998  | Лион, Франция           | Ковёр(i) | Томас Карбонель     | Оливье Делатр Фабрис Санторо      | 2-6, 2-6      |
| Поражение | 11. | 19 сентября 1999 | Мальорка, Испания       | Грунт    | Альберто Берасатеги | Лукас Арнольд Кер Томас Карбонель | 1-6, 4-6      |
| Поражение | 12. | 6 мая 2001       | Мальорка                | Грунт    | Фелисиано Лопес     | Дональд Джонсон Джаред Палмер     | 5-7, 3-6      |

### Командные турниры (1-0)
| Результат | №  | Год  | Турнир                  | Покрытие | Команда                                                | Соперники в финале                                  | Счёт |
| --------- | -- | ---- | ----------------------- | -------- | ------------------------------------------------------ | --------------------------------------------------- | ---- |
| Победа    | 1. | 1997 | Кубок мира, Дюссельдорф | Грунт    | Испания · Т. Карбонель, А. Коста, Ф. Мантилья, Ф. Ройг | Австралия · Т. Вудбридж, М. Вудфорд, М. Филиппуссис | 3:0  |